# Constitutioneel referendum in Liberia (1870)
Het constitutioneel referendum in Liberia van 1870 werd op 3 mei van dat jaar gehouden en handelde over het voornemen om het termijn van de president en het parlement te verdubbelen van twee naar vier jaar. Een vergelijkbaar referendum vond een jaar eerder ook al eens plaats en toen sprak 99% van de kiezers zich uit vóór een grondwetswijziging. De Senaat die gedomineerd werd door de oppositiepartij Republican Party, weigerde zich bij deze uitslag neer te leggen en schreef zelf een nieuw referendum uit dat op 3 mei 1870 werd gehouden. De stemmen zouden echter nooit in het openbaar worden geteld, omdat de Senaat beslag legde op de stembussen en verklaarde dat er geen twee derde meerderheid aan stemmen was om de grondwetswijziging door te voeren. Het ambtstermijn van de president zou twee jaar blijven en ook het termijn van het parlement bleef twee jaar. President Edward James Roye van de True Whig Party verwierp de handelswijze van de Senaat en beriep zich op de resultaten van het referendum van een jaar eerder waarin 99% van de kiezers zich hadden uitgesproken voor de verdubbeling van de termijn van de president en het parlement. President Roye gaf te kennen dat zijn ambtstermijn pas in 1873 zou aflopen.